# Marktplatz 27 (Kirchberg am Wagram)

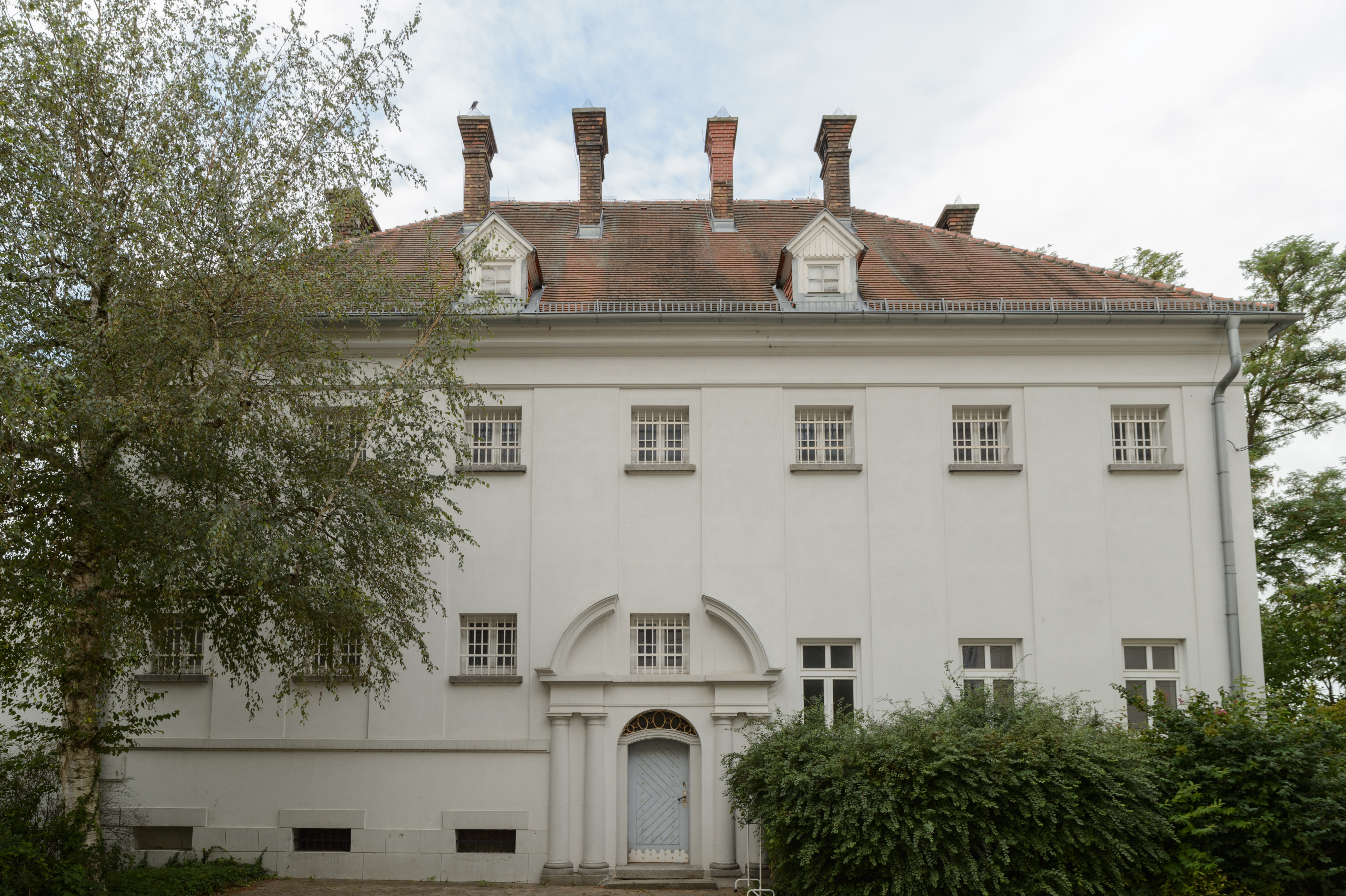
Ehemaliges Bezirksgericht und Gefangenenhaus in Kirchberg am Wagram

Das Gebäude Marktplatz 27 als ehemaliges Bezirksgericht und Gefangenenhaus des ehemaligen Gerichtsbezirks Kirchberg am Wagram und heutige Kulturzentrum steht am Marktplatz der Marktgemeinde Kirchberg am Wagram im Bezirk Tulln in Niederösterreich. Das Gebäude steht unter Denkmalschutz (Listeneintrag).

## Geschichte
1912/13 wurde das Gebäude von Franz Österreicher im neoklassizistischen Stil gemeinsam mit dem Kirchberger Gerichtsgebäude unter Kaiser Franz Joseph errichtet.
Dieses Gefangenenhaus wurde bis zur Schließung im Jahre 1974 als Außenstelle der Bundesanstalt für Erziehungsbedürftige Kaiserebersdorf geführt, wobei es in der Art eines Straflagers genutzt wurde. Das Gebäude wurde nach Schließung als Erziehungsanstalt bis etwa 2011 als Aktenarchiv genutzt, wofür es entsprechend adaptiert; gereinigt und ausgemalt wurde, das Dach wurde erneuert, sämtliches Inventar wurde entfernt.
Eigentümer der Liegenschaft ist ARE Austrian Real Estate GmbH (FN 293512k) als Tochterunternehmen der Bundesimmobiliengesellschaft (BIG). Im Jahr 2017 findet im Gebäude erstmals ein Kunstprojekt zur Transformation statt.

## Baubeschreibung
Das Haus befindet sich an einem Gefangenenhof (Bewegungshof), eingefasst von einer etwa vier Meter hohen Mauer und mit einer Fläche von circa 134 Quadratmetern. Mit dem Gefängnis verbunden ist ein 1.275 Quadratmeter großer Garten mit altem Baumbestand, umgeben von hölzernen, Durchsicht gewährenden Zaunelementen zwischen gemauerten Pfeilern. 
Das Haus hat drei Geschoße (Keller, Erdgeschoß mit Kanzlei, Zellen, Arbeitsräumen, Obergeschoß mit Zellen) und steht mit Bescheid GZ 8725/82 vom 28. Januar 1983 aufgrund der Ensemblesituation und der kulturellen und historischen Bedeutung unter Denkmalschutz. 